# جورج غوردون (قاضي)
جورج غوردون (بالإنجليزية: George Gordon, 1st Earl of Aberdeen)‏ (و. 1637 – 1720 م) هو قاضي إسكتلندي، توفي عن عمر يناهز 83 عاماً.

## مناصب
تولى منصب Lord Chancellor of Scotland ‏ (1682–1684).

## التعليم
تعلم في جامعة أبردين.